# Giacomo Parodo
Giacomo Parodo (Carloforte, 21 dicembre 1919 – Bordeaux, 18 febbraio 1944) è stato un militare e partigiano italiano, decorato di medaglia d'oro al valor militare alla memoria nel corso della seconda guerra mondiale.

## Biografia
Nacque a Carloforte il 18 febbraio 1919, figlio di Emanuele e di Luigia Rivano.
Mentre lavorava come commesso in un negozio di ferramenta fu arruolato nella Regia Marina il 15 novembre 1939 per compiere il servizio obbligatorio di leva e destinato al Deposito CREM di La Maddalena. Ottenuta la nomina a comune di prima classe fu poi trasferito a Pola, presso la Scuola del Reggimento "San Marco" e di lì alla base atlantica dei sommergibili italiani a Bordeaux. Dapprima venne imbarcato sul sommergibile Enrico Tazzoli e poi assegnato alla difesa della base navale. Quando i tedeschi, dopo l'8 settembre 1943, riuscirono ad assumere il controllo della Base rifiutò ogni tipo di collaborazione con la neocostituita Repubblica Sociale Italiana, riuscendo successivamente ad allontanarsi dal perimetro della base oramai in mano alle forze fedeli alla Marina Nazionale Repubblicana. Datosi alla macchia per tre mesi riuscì a prendere contatto con i maquis francesi, che non erano propensi ad accettare italiani nelle loro file, venendo successivamente catturato dai tedeschi. Consegnato al comando della base di BETASOM fu sottoposto a un sommario processo  e quindi condannato a morte tramite fucilazione. La sentenza fu eseguita il 18 febbraio 1944, e davanti al plotone di esecuzione mantenne un contegno fiero, rifiutando nuovamente di aderire alla R.S.I. e di essere bendato, esclamando: Voglio vedervi in faccia!. Secondo la relazione stilata dal secondo capo Salvatore De Vitas, segretario presso la Base BETASOM all’epoca dei fatti, la sentenza fu eseguita presso il villaggio Delfinia (Gradignan) verso le ore 8, e allo stesso Parodo fu il tenente di vascello Antonio Furlan a dare il colpo di grazia. 
Insieme a lui quel giorno furono uccisi anche i marinai Giovanni De Angelis e Giulio Luciani, entrambi decorati con la medaglia d'argento al valor militare. A lui, con Decreto del Presidente della Repubblica in data 14 settembre 1948 fu concessa la medaglia d'oro al valor militare alla memoria.
I resti di Giacomo Parodo hanno riposato nel sacrario di Saint-Mandrier a Tolone fino all'ottobre 2013, data nella quale la salma venne trasferita a Carloforte. Proprio a Carloforte, principale centro abitato dell'Isola di San Pietro, ad ovest di Cagliari, un viale è intitolato al valoroso marinaio. La sezione dell'Associazione nazionale marinai d'Italia di Portoscuso porta il suo nome.

### Annotazioni
1. ↑  Il verdetto del tribunale militare della R.S.I. fu inesorabile: condannati alla pena di morte, mediante fucilazione al petto, perché resisi colpevoli del reato di diserzione in zona di operazione.
2. ↑  Il verbale del processo recita testualmente: Al momento dell’esecuzione il Parodo si rifiutava decisamente di essere bendato.

### Fonti
1. 1 2 3 4 5 6 7 8  Alberini, Prosperini 2016, p. 401.
2. ↑   Poveri ma belli: viaggio nell'altra Costa Azzurra, in La Stampa, 14 luglio 2008. URL consultato il 14 novembre 2018.
3. ↑  Gazzetta Ufficiale della Repubblica Italiana del 19 maggio 1953, pag.113.
4. 1 2 3 4 5 6  Storia Minuta.
5. ↑  Barba 1995, p. 185.
6. ↑   Sabato sera, giungerà a Carloforte la salma di Giacomo Parodo, un marinaio appartenente al battaglione San Marco al quale fu conferita la medaglia d'oro al valor militare, su La Provincia del Sulcis Iglesiente, 22 ottobre 2013. URL consultato il 14 novembre 2018.
7. ↑   Solenne cerimonia per l’intitolazione alla medaglia d’oro Giacomo Parodo, su La Nuova Sardegna, 21 dicembre 2013. URL consultato il 14 novembre 2018.
8. ↑   Giacomo Parodo, su Quirinale.it. URL consultato il 14 novembre 2018.